# Oreocereus celsianus
Az Oreocereus celsianus a szegfűvirágúak (Caryophyllales) rendjébe, ezen belül a kaktuszfélék (Cactaceae) családjába tartozó faj.

## Előfordulása
Az Oreocereus celsianus előfordulási területe a Dél-Amerikában van. A következő országokban őshonos kaktuszfaj: Peru, Bolívia és Argentína északnyugati részei. A magas hegyvidékek egyik növénye.

## Képek

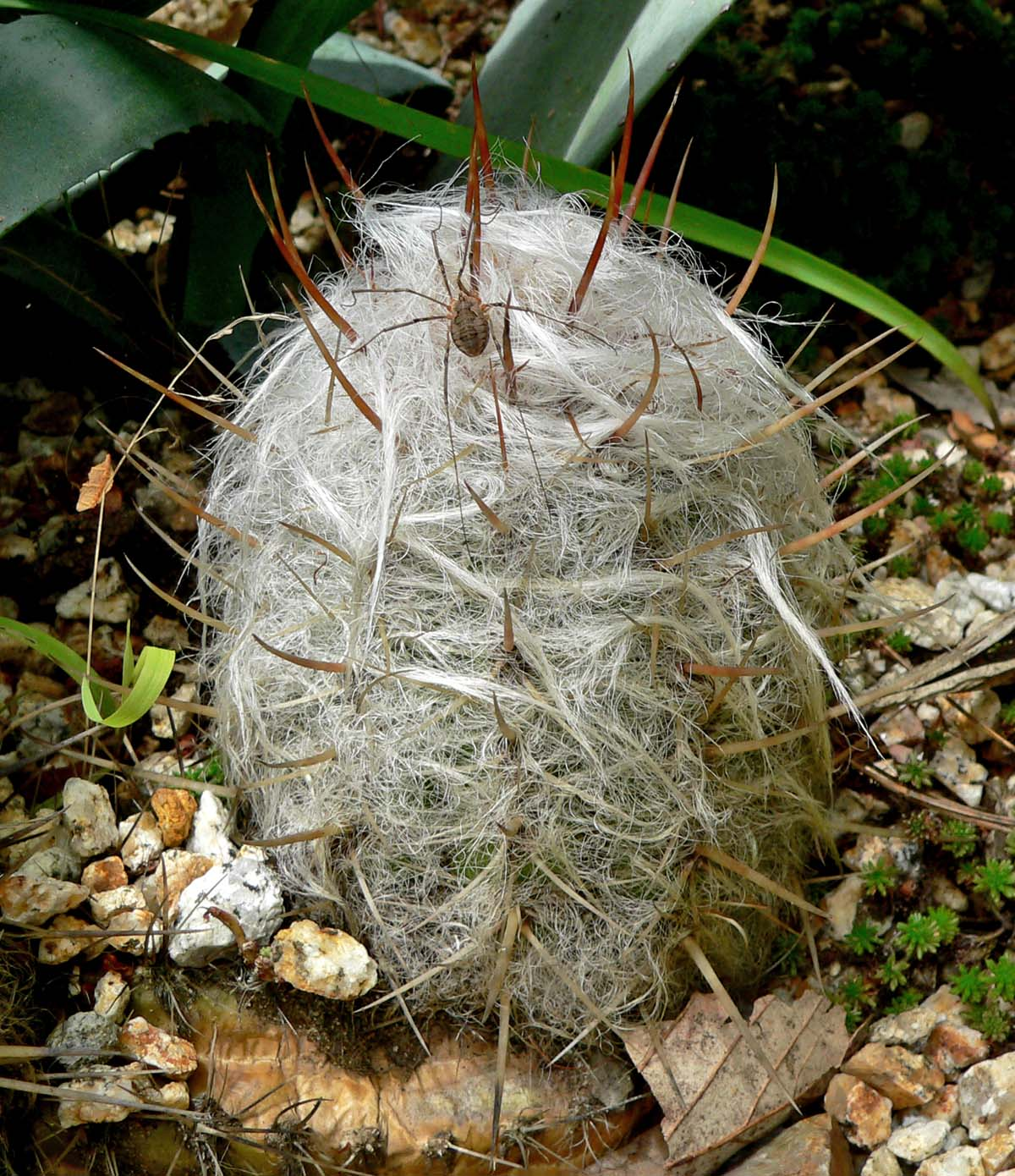
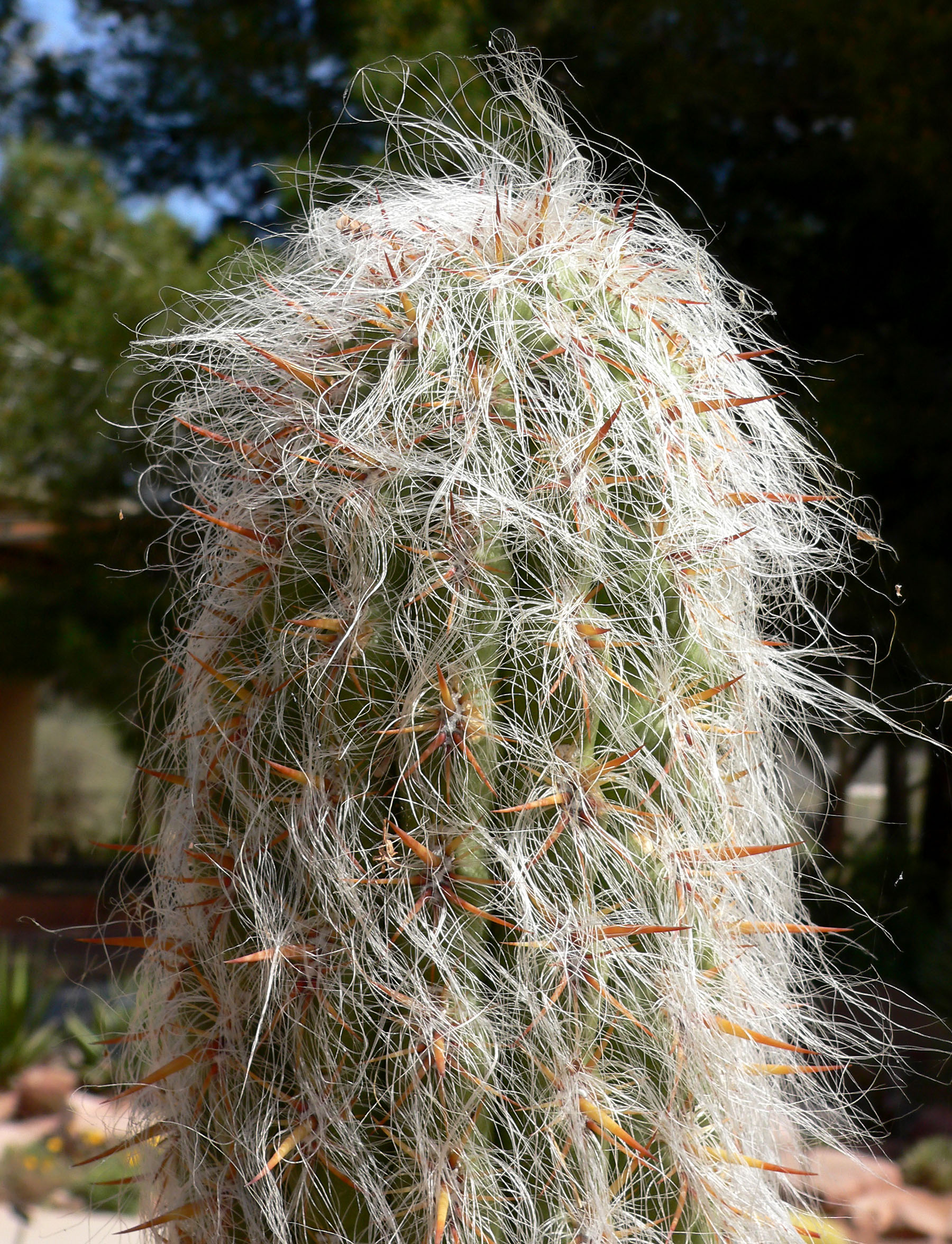
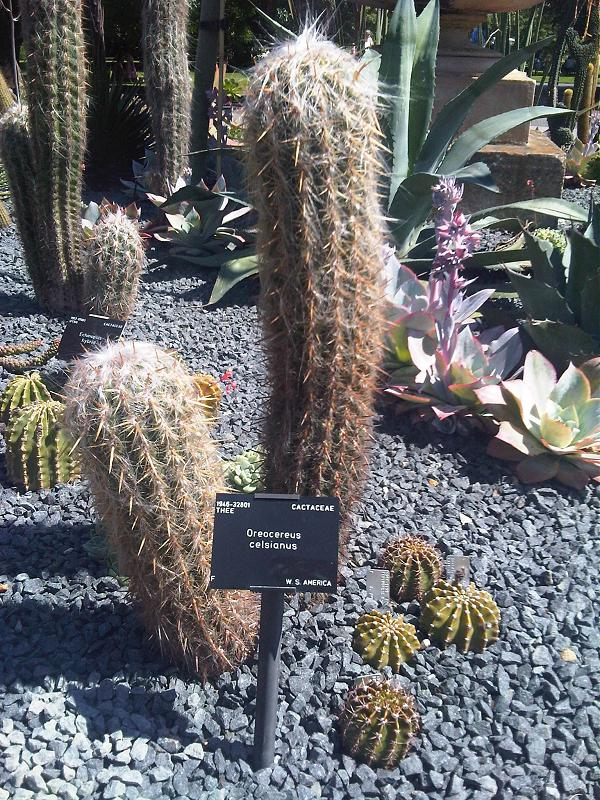
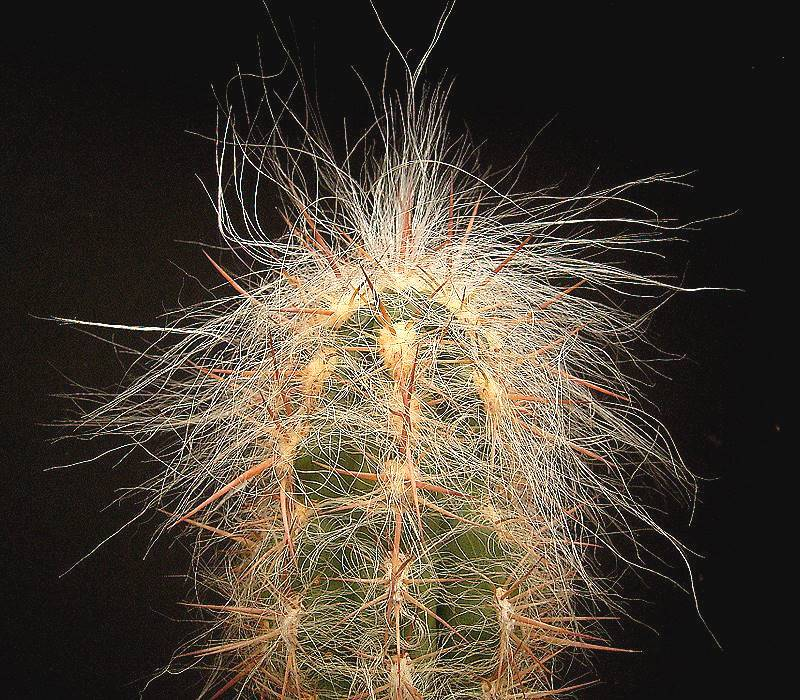
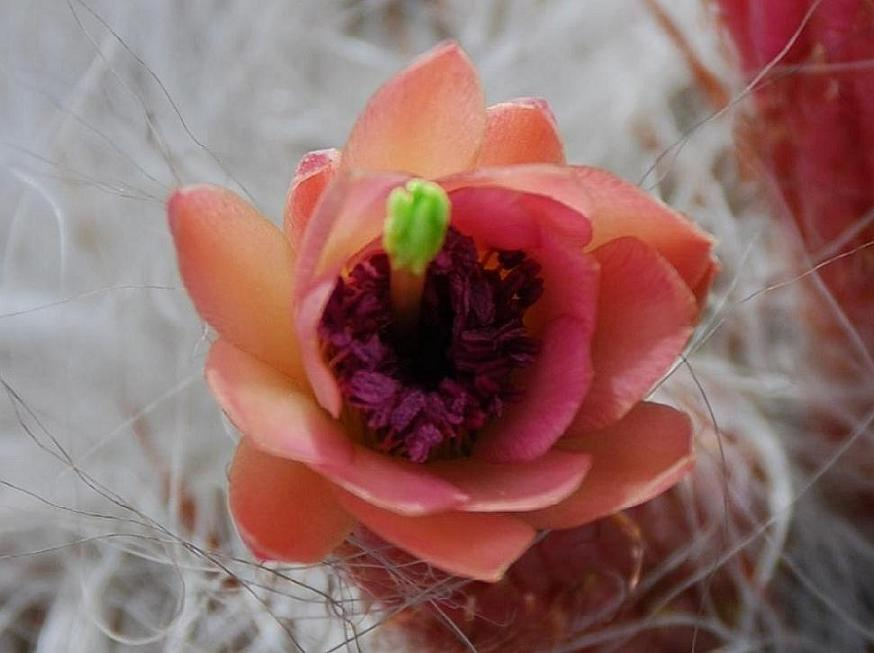

## Megjelenése
Ez a gyertyakaktusz akár 3 méter magasra is megnőhet. A növényt hosszú, barna tüskék borítják; a tüskék mellett hosszú szálú, szőrszerű képződmények is vannak; ezek a kaktusz tetején nagyon sűrűn nőnek, míg lefelé haladva egyre ritkábbak, mígnem legalul hiányzanak. A vörös virágai tölcsér alakúak és tavasszal nyílnak. A megporzását a hegyvidéki kolibrifélék végzik.